# Liste des stations du tramway et du Busway de Nantes
Cet article recense les stations du tramway et du Busway de Nantes. Les noms, classés alphabétiquement, sont ceux donnés sur les plans du réseau et le site Web de la TAN.
- Haut – A
- B
- C
- D
- E
- F
- G
- H
- I
- J
- K
- L
- M
- N
- O
- P
- Q
- R
- S
- T
- U
- V
- W
- X
- Y
- Z
- 1
- 2
- 3
- 4
- 5
- 6
- 7
- 8
- 9

## A
| Station                            | Lat/Long                    | Communes | Lignes |
| ---------------------------------- | --------------------------- | -------- | ------ |
| Aimé Delrue                        | 47° 12′ 33″ N, 1° 33′ 01″ O | Nantes   | 2 3    |
| Alexandre Vincent – Sainte-Thérèse | 47° 13′ 58″ N, 1° 34′ 39″ O | Nantes   | 3      |

## B
| Station             | Lat/Long                    | Communes              | Lignes |
| ------------------- | --------------------------- | --------------------- | ------ |
| Babinière           | 47° 15′ 33″ N, 1° 32′ 48″ O | La Chapelle-sur-Erdre | 1      |
| Balinière           | 47° 11′ 10″ N, 1° 33′ 14″ O | Rezé                  | 3      |
| Beaujoire           | 47° 15′ 32″ N, 1° 31′ 33″ O | Nantes                | 1      |
| Beaulieu            | 47° 12′ 14″ N, 1° 32′ 14″ O | Nantes                | 4      |
| Beauséjour          | 47° 14′ 17″ N, 1° 35′ 14″ O | Nantes                | 3      |
| Bignon              | 47° 14′ 57″ N, 1° 35′ 52″ O | Orvault               | 3      |
| Boissière           | 47° 15′ 18″ N, 1° 33′ 57″ O | Nantes                | 2      |
| Bonne Garde         | 47° 11′ 49″ N, 1° 31′ 52″ O | Nantes                | 4      |
| Bouffay             | 47° 12′ 53″ N, 1° 33′ 08″ O | Nantes                | 1      |
| Boulevard de Doulon | 47° 13′ 28″ N, 1° 31′ 12″ O | Nantes                | 1      |
| Bourdonnières       | 47° 11′ 14″ N, 1° 31′ 15″ O | Nantes                | 4      |
| Bourgeonnière       | 47° 15′ 12″ N, 1° 33′ 35″ O | Nantes                | 2      |
| Bretagne            | 47° 13′ 02″ N, 1° 33′ 30″ O | Nantes                | 3      |

## C
| Station                               | Lat/Long                                                                          | Communes                         | Lignes |
| ------------------------------------- | --------------------------------------------------------------------------------- | -------------------------------- | ------ |
| Chantiers Navals                      | 47° 12′ 32″ N, 1° 34′ 03″ O                                                       | Nantes                           | 1      |
| Chapeau Verni                         | 47° 11′ 21″ N, 1° 30′ 38″ O                                                       | Vertou Saint-Sébastien-sur-Loire | 4      |
| Château de Rezé – François Mitterrand | 47° 11′ 05″ N, 1° 33′ 34″ O                                                       | Rezé                             | 3      |
| Chêne des Anglais                     | 47° 15′ 41″ N, 1° 34′ 24″ O                                                       | Nantes                           | 2      |
| Cité des Congrès                      | 47° 12′ 49″ N, 1° 32′ 42″ O                                                       | Nantes                           | 4      |
| Clos Toreau                           | 47° 11′ 39″ N, 1° 31′ 45″ O                                                       | Nantes                           | 4      |
| Commerce                              | 47° 12′ 49″ N, 1° 33′ 23″ O (ligne 1) 47° 12′ 52″ N, 1° 33′ 21″ O (lignes 2 et 3) | Nantes                           | 1 2 3  |
| Conservatoire                         | 47° 12′ 25″ N, 1° 31′ 58″ O                                                       | Nantes                           | 5      |
| Croix Bonneau                         | 47° 12′ 35″ N, 1° 35′ 44″ O                                                       | Nantes                           | 1      |

## D
| Station                                      | Lat/Long                                                                    | Communes | Lignes |
| -------------------------------------------- | --------------------------------------------------------------------------- | -------- | ------ |
| Du Chaffault                                 | 47° 12′ 27″ N, 1° 34′ 55″ O                                                 | Nantes   | 1      |
| Duchesse Anne – Château des ducs de Bretagne | 47° 12′ 59″ N, 1° 32′ 50″ O (ligne 1) 47° 12′ 58″ N, 1° 32′ 49″ O (ligne 4) | Nantes   | 1 4    |

## E
| Station                   | Lat/Long                    | Communes | Lignes |
| ------------------------- | --------------------------- | -------- | ------ |
| École Centrale – Audencia | 47° 14′ 55″ N, 1° 33′ 04″ O | Nantes   | 2      |
| Égalité                   | 47° 12′ 34″ N, 1° 35′ 19″ O | Nantes   | 1      |
| Espace Diderot            | 47° 11′ 04″ N, 1° 33′ 45″ O | Rezé     | 3      |

## F
| Station             | Lat/Long                    | Communes       | Lignes |
| ------------------- | --------------------------- | -------------- | ------ |
| Facultés            | 47° 14′ 45″ N, 1° 33′ 19″ O | Nantes         | 2      |
| Félix Faure         | 47° 13′ 38″ N, 1° 34′ 10″ O | Nantes         | 3      |
| Ferrière            | 47° 14′ 36″ N, 1° 35′ 30″ O | Orvault        | 3      |
| Foch – Cathédrale   | 47° 13′ 09″ N, 1° 33′ 01″ O | Nantes         | 4      |
| Fonderies           | 47° 12′ 23″ N, 1° 32′ 37″ O | Nantes         | 5      |
| Frachon             | 47° 13′ 09″ N, 1° 37′ 14″ O | Saint-Herblain | 1      |
| François Mitterrand | 47° 13′ 20″ N, 1° 38′ 18″ O | Saint-Herblain | 1      |

## G
| Station                        | Lat/Long                                                | Communes   | Lignes |
| ------------------------------ | ------------------------------------------------------- | ---------- | ------ |
| Galarne                        | 47° 12′ 29″ N, 1° 31′ 47″ O                             | Nantes     | 5      |
| Gare de l'État                 | 47° 12′ 15″ N, 1° 33′ 36″ O 47° 12′ 17″ N, 1° 33′ 37″ O | Nantes     | 5      |
| Gare de Pont Rousseau          | 47° 11′ 35″ N, 1° 32′ 57″ O                             | Rezé       | 2      |
| Gare Maritime                  | 47° 12′ 25″ N, 1° 34′ 23″ O                             | Nantes     | 1      |
| Gare Nord – Jardin des plantes | 47° 13′ 04″ N, 1° 32′ 32″ O                             | Nantes     | 1      |
| Gare Sud                       | 47° 12′ 55″ N, 1° 32′ 32″ O                             | Nantes     | 5      |
| Grande Ouche                   | 47° 10′ 53″ N, 1° 34′ 46″ O                             | Bouguenais | 3      |
| Greneraie                      | 47° 11′ 58″ N, 1° 32′ 00″ O                             | Nantes     | 4      |

## H
| Station                 | Lat/Long                    | Communes | Lignes |
| ----------------------- | --------------------------- | -------- | ------ |
| Haluchère – Batignolles | 47° 14′ 56″ N, 1° 31′ 21″ O | Nantes   | 1      |
| Halvêque                | 47° 15′ 26″ N, 1° 31′ 14″ O | Nantes   | 1      |
| Hangar à Bananes        | 47° 12′ 01″ N, 1° 34′ 23″ O | Nantes   | 5      |
| Haubans                 | 47° 12′ 52″ N, 1° 31′ 48″ O | Nantes   | 5      |
| Hôpital Bellier         | 47° 13′ 16″ N, 1° 31′ 28″ O | Nantes   | 1      |
| Hôtel Dieu              | 47° 12′ 43″ N, 1° 33′ 12″ O | Nantes   | 2 3    |

## I
| Station       | Lat/Long                    | Communes | Lignes |
| ------------- | --------------------------- | -------- | ------ |
| Île de Nantes | 47° 12′ 22″ N, 1° 32′ 20″ O | Nantes   | 4 5    |

## J
| Station      | Lat/Long                    | Communes                         | Lignes |
| ------------ | --------------------------- | -------------------------------- | ------ |
| Jamet        | 47° 12′ 36″ N, 1° 36′ 10″ O | Nantes                           | 1      |
| Jean Jaurès  | 47° 13′ 07″ N, 1° 33′ 37″ O | Nantes                           | 3      |
| Jean Moulin  | 47° 12′ 25″ N, 1° 36′ 01″ O | Nantes                           | 1      |
| Jean Rostand | 47° 12′ 24″ N, 1° 36′ 35″ O | Nantes                           | 3      |
| Joliverie    | 47° 11′ 23″ N, 1° 31′ 02″ O | Nantes Saint-Sébastien-sur-Loire | 4      |

## L
| Station    | Lat/Long                    | Communes   | Lignes |
| ---------- | --------------------------- | ---------- | ------ |
| Landreau   | 47° 13′ 56″ N, 1° 30′ 58″ O | Nantes     | 1      |
| Lauriers   | 47° 12′ 17″ N, 1° 36′ 18″ O | Nantes     | 1      |
| Le Cardo   | 47° 15′ 43″ N, 1° 35′ 03″ O | Orvault    | 2      |
| Les Couëts | 47° 10′ 51″ N, 1° 35′ 11″ O | Bouguenais | 3      |
| Longchamp  | 47° 14′ 06″ N, 1° 34′ 57″ O | Nantes     | 3      |

## M
| Station                   | Lat/Long                    | Communes       | Lignes |
| ------------------------- | --------------------------- | -------------- | ------ |
| Mairie de Doulon          | 47° 13′ 37″ N, 1° 31′ 07″ O | Nantes         | 1      |
| Mangin                    | 47° 12′ 06″ N, 1° 32′ 42″ O | Nantes         | 2 3    |
| Manufacture               | 47° 13′ 08″ N, 1° 32′ 14″ O | Nantes         | 1      |
| Maraîchers                | 47° 11′ 05″ N, 1° 30′ 38″ O | Vertou         | 4      |
| Marcel Paul               | 47° 14′ 45″ N, 1° 36′ 58″ O | Saint-Herblain | 3      |
| Mauvoisins                | 47° 11′ 24″ N, 1° 31′ 32″ O | Nantes         | 4      |
| Médiathèque               | 47° 12′ 40″ N, 1° 33′ 39″ O | Nantes         | 1      |
| Mendès France – Bellevue  | 47° 12′ 31″ N, 1° 36′ 41″ O | Nantes         | 1      |
| Michelet – Sciences       | 47° 14′ 07″ N, 1° 33′ 24″ O | Nantes         | 2      |
| Morrhonnière – Petit Port | 47° 14′ 30″ N, 1° 33′ 23″ O | Nantes         | 2      |
| Motte Rouge               | 47° 13′ 40″ N, 1° 33′ 15″ O | Nantes         | 2      |
| Moutonnerie               | 47° 13′ 10″ N, 1° 31′ 59″ O | Nantes         | 1      |

## N
| Station  | Lat/Long                                                | Communes       | Lignes |
| -------- | ------------------------------------------------------- | -------------- | ------ |
| Neruda   | 47° 13′ 03″ N, 1° 36′ 49″ O                             | Saint-Herblain | 1      |
| Neustrie | 47° 10′ 38″ N, 1° 35′ 34″ O                             | Bouguenais     | 3      |
| Nizan    | 47° 12′ 21″ N, 1° 33′ 01″ O 47° 12′ 20″ N, 1° 33′ 04″ O | Nantes         | 5      |

## O
| Station             | Lat/Long                    | Communes | Lignes |
| ------------------- | --------------------------- | -------- | ------ |
| Orvault – Grand Val | 47° 15′ 43″ N, 1° 35′ 32″ O | Orvault  | 2      |
| Orvault – Morlière  | 47° 14′ 49″ N, 1° 36′ 12″ O | Orvault  | 3      |

## P
| Station                 | Lat/Long                    | Communes | Lignes |
| ----------------------- | --------------------------- | -------- | ------ |
| Picasso                 | 47° 12′ 55″ N, 1° 32′ 11″ O | Nantes   | 5      |
| Pin Sec                 | 47° 14′ 37″ N, 1° 31′ 05″ O | Nantes   | 1      |
| Pirmil                  | 47° 11′ 46″ N, 1° 32′ 34″ O | Nantes   | 2 3    |
| Place du Cirque         | 47° 13′ 01″ N, 1° 33′ 26″ O | Nantes   | 2      |
| Plaisance               | 47° 14′ 25″ N, 1° 35′ 29″ O | Orvault  | 3      |
| Poitou                  | 47° 13′ 27″ N, 1° 33′ 56″ O | Nantes   | 3      |
| Pont Rousseau – Martyrs | 47° 11′ 31″ N, 1° 32′ 54″ O | Rezé     | 3      |
| Pompidou                | 47° 12′ 34″ N, 1° 31′ 40″ O | Nantes   | 5      |
| Porte de Vertou         | 47° 10′ 51″ N, 1° 30′ 18″ O | Vertou   | 4      |
| Prairie au Duc          | 47° 12′ 13″ N, 1° 34′ 11″ O | Nantes   | 5      |

## Q
| Station           | Lat/Long                    | Communes | Lignes |
| ----------------- | --------------------------- | -------- | ------ |
| Quai des Antilles | 47° 12′ 13″ N, 1° 34′ 11″ O | Nantes   | 5      |

## R
| Station              | Lat/Long                                                | Communes | Lignes |
| -------------------- | ------------------------------------------------------- | -------- | ------ |
| Ranzay               | 47° 15′ 13″ N, 1° 31′ 51″ O                             | Nantes   | 1      |
| Recteur Schmitt      | 47° 15′ 07″ N, 1° 33′ 10″ O                             | Nantes   | 2      |
| René Cassin          | 47° 15′ 51″ N, 1° 34′ 34″ O                             | Nantes   | 2      |
| République           | 47° 12′ 21″ N, 1° 33′ 01″ O 47° 12′ 19″ N, 1° 33′ 20″ O | Nantes   | 5      |
| Romain Rolland       | 47° 12′ 24″ N, 1° 36′ 35″ O                             | Nantes   | 1      |
| Romanet              | 47° 12′ 42″ N, 1° 36′ 32″ O                             | Nantes   | 1      |
| Rond-Point de Vannes | 47° 13′ 48″ N, 1° 34′ 22″ O                             | Nantes   | 3      |

## S
| Station            | Lat/Long                    | Communes       | Lignes |
| ------------------ | --------------------------- | -------------- | ------ |
| Saint-Félix        | 47° 13′ 53″ N, 1° 33′ 24″ O | Nantes         | 2      |
| Saint-Mihiel       | 47° 13′ 24″ N, 1° 33′ 12″ O | Nantes         | 2      |
| Santos Dumont      | 47° 15′ 34″ N, 1° 34′ 05″ O | Nantes         | 2      |
| Schœlcher          | 47° 13′ 14″ N, 1° 37′ 41″ O | Saint-Herblain | 1      |
| Sillon de Bretagne | 47° 14′ 44″ N, 1° 36′ 31″ O | Saint-Herblain | 3      |
| Souillarderie      | 47° 14′ 18″ N, 1° 30′ 58″ O | Nantes         | 1      |

## T
| Station     | Lat/Long                    | Communes       | Lignes |
| ----------- | --------------------------- | -------------- | ------ |
| Tbilissi    | 47° 12′ 51″ N, 1° 32′ 21″ O | Nantes         | 5      |
| Tertre      | 47° 12′ 53″ N, 1° 36′ 30″ O | Saint-Herblain | 1      |
| Tourmaline  | 47° 13′ 17″ N, 1° 37′ 58″ O | Saint-Herblain | 1      |
| Tripode     | 47° 12′ 30″ N, 1° 32′ 26″ O | Nantes         | 4      |
| Trocardière | 47° 11′ 00″ N, 1° 34′ 12″ O | Rezé           | 3      |

## V
| Station           | Lat/Long | Communes | Lignes |
| ----------------- | --- | -------- | ------ |
| Viarme – Talensac | 47° 13′ 17″ N, 1° 33′ 46″ O                                                                                            | Nantes   | 3      |
| Vincent Gâche     | 47° 12′ 23″ N, 1° 32′ 54″ O (ligne 2 et 3) 47° 12′ 22″ N, 1° 32′ 50″ O (ligne 5) 47° 12′ 21″ N, 1° 32′ 54″ O (ligne 5) | Nantes   | 2 3 5  |

## W
| Station    | Lat/Long                    | Communes | Lignes |
| ---------- | --------------------------- | -------- | ------ |
| Wattignies | 47° 12′ 14″ N, 1° 32′ 47″ O | Nantes   | 2 3    |

## 5
| Station   | Lat/Long                    | Communes | Lignes |
| --------- | --------------------------- | -------- | ------ |
| 50 Otages | 47° 13′ 12″ N, 1° 33′ 21″ O | Nantes   | 2      |

## 8
| Station | Lat/Long                    | Communes | Lignes |
| ------- | --------------------------- | -------- | ------ |
| 8 mai   | 47° 11′ 22″ N, 1° 33′ 05″ O | Rezé     | 3      |